# Phúc Âm Nhất Lãm

Hơn 3/4 nội dung của Mark được tìm thấy trong Matthew, và phần lớn Mark cũng tương tự như trong Luke. Ngoài ra, Matthew và Luke có cùng một tài liệu mà không có trong Mark.

Phúc âm Nhất lãm hay Phúc âm Đồng quan là thuật ngữ để chỉ nhóm ba sách phúc âm: Mátthêu, Máccô và Luca của Tân Ước vì chúng có những chi tiết hay quan điểm chung giống nhau. Điều mà các học giả Kinh Thánh đã tìm ra được là chúng có một dàn ý giống nhau, có thể xếp các chương, các câu thành ba cột song song để dễ dàng nhận ra những điểm tương đồng và dị biệt với nhau mà ở Phúc âm Gioan không có.
"Nhất lãm" hay "đồng quan" đều mang nghĩa là được nhìn từ một góc độ chung.
So sánh một số chi tiết của Phúc âm Nhất lãm với Phúc âm Gioan:
| Chi tiết                                    | Matthew, Mark, Luca                                                                   | Gioan                                                  |
| ------------------------------------------- | ------------------------------------------------------------------------------------- | ------------------------------------------------------ |
| Lời mở đầu                                  | Giêsu ra đời (Matthew), Giêsu được rửa tội (Mark), sự ra đời của Gioan Tẩy giả (Luca) | Cuộc sáng tạo thế giới                                 |
| Tác giả: theo những Kitô hữu bảo thủ        | Tông đồ Matthew; Mark và Luca - môn đệ và bạn đồng hành của Phaolô                    | Gioan Tông đồ                                          |
| Tác giả: theo những Kitô hữu cấp tiến       | Không xác định được                                                                   | Hai hoặc nhiều hơn thế                                 |
| Giáng sinh                                  | Được đề cập trong Phúc âm Matthew, Luca                                               | Không được đề cập đến                                  |
| Giêsu là Con Thiên Chúa...                  | Từ khi sinh ra và rửa tội                                                             | Từ khi sáng tạo ra vũ trụ                              |
| Mô tả về Giêsu                              | Có vẻ như nhấn mạnh nhân tính                                                         | Có vẻ như nhấn mạnh thần tính                          |
| Chịu phép rửa                               | Có đề cập                                                                             | Không đề cập                                           |
| Đuổi quỷ (dùng quyền phép của Thiên Chúa)   | Có thực hiện                                                                          | Không thực hiện                                        |
| Dụ ngôn                                     | Dùng rất nhiều                                                                        | Không dùng                                             |
| Chủ đề thuyết giảng                         | Vương quốc của Thiên Chúa                                                             | Về chính Giêsu trên nền tảng Vương quốc của Thiên Chúa |
| Thần học                                    | Thoát khỏi tư tưởng Do Thái giáo                                                      | Phần lớn là độc lập                                    |
| Chữa lành (dùng quyền phép của Thiên Chúa)  | Nhiều                                                                                 | Không                                                  |
| Đồng hành cùng người nghèo khổ              | Là tiêu điểm của sứ mạng                                                              | Hiếm khi đề cập                                        |
| Làm phép lạ                                 | "Phép lạ tự nhiên", chữa lành và đọc thần chú                                         | Ít, tất cả đều là "phép lạ tự nhiên"                   |
| Giêsu dẫn chứng cá nhân                     | Hiếm                                                                                  | Rất nhiều chi tiết                                     |
| Nền tảng để được cứu rỗi                    | Làm việc thiện, giúp người nghèo, người bệnh, sống khó nghèo và khiêm nhường          | Tin Giêsu là Con Thiên Chúa                            |
| Thời gian thực thi sứ mạng                  | 1 năm                                                                                 | 3 năm                                                  |
| Địa điểm                                    | Galilea                                                                               | Judea, gần Jerusalem                                   |
| Tẩy uế Đền Thờ                              | Khi gần kết thúc sứ mạng                                                              | Gần lúc bắt đầu sứ mạng                                |
| Thời gian của Bữa ăn tối cuối cùng          | Đêm Lễ vượt qua                                                                       | Đêm trước đó nữa                                       |
| Sự kiện trong Tiệc Ly                       | Bữa ăn tối cuối cùng                                                                  | Rửa chân                                               |
| Ai mang thập giá?                           | Simon Giêsu                                                                           | Giêsu                                                  |
| Số người đi cùng Mary Magdalene đến ngôi mộ | Một hoặc nhiều phụ nữ khác                                                            | Không; Mary Magdalene đi một mình                      |
| Ai xuất hiện trong ngôi mộ?                 | Một thiên thần hoặc hai người đàn ông                                                 | Hai thiên thần                                         |
| Vải liệm                                    | Liền một mảnh                                                                         | Nhiều mảnh như phong tục Do Thái lúc ấy                |
| Nơi hiện ra lần đầu                         | Tại Emmaus hoặc Galilee                                                               | Jerusalem                                              |